# Casella
Casella település Olaszországban, Liguria régióban, Genova megyében. Lakosainak száma 3098 fő (2023. január 1.). Casella Montoggio, Savignone, Serra Riccò és Valbrevenna községekkel határos.

## Népesség
A település népességének változása:
| Lakosok száma | 3133 | 3136 | 3098 |
|               | 2017 | 2018 | 2023 |